# هایلر

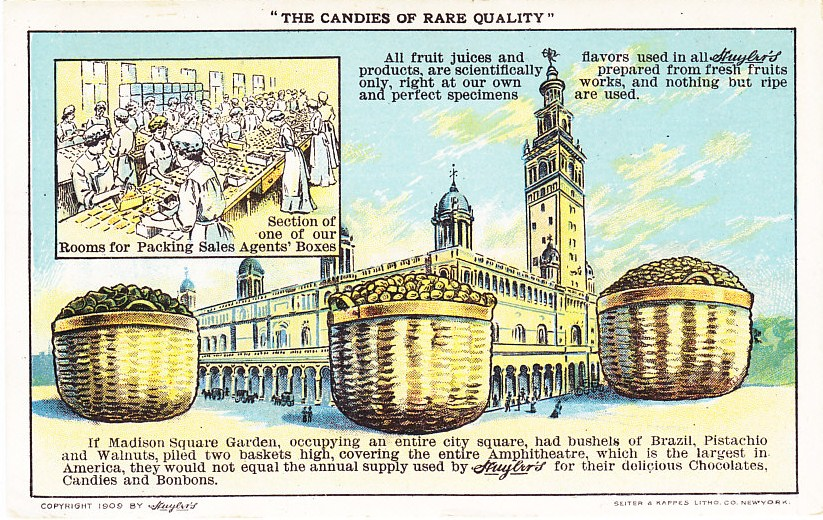
یک تبلیغ شرکتی در سال ۱۹۰۹ پیمان داده شده : «از چیزی جز قیاس های رسیده و کامل استفاده نمی گردد».

هایلر یک شیرینی فروشی و رستوران تسلسل شده در ناحیه شهری نیویورک بود که از سال ۱۸۷۴ تا ۱۹۶۴ مشغول فعالیت بود و برای زمانی گسترده ترین و شاخص ترین پدید آورنده شکلات در ایالات متحده بود. آن را جان اس. هویلر ، که در نانوایی و بستنی فروشی پدرش فعالیت می نمود، پایه گذاری گردید.
در سال ۱۸۸۳، کارخانه آب نبات فروشی زنجیره ای در کوی ایروینگ و خیابان ۱۸ در منهتن واقع شده بود.  (ساختمان تلفن شهر نیویورک گوشه روبروی خیابان ۱۸ را تصرف کرده بود. )  در شماره ۱۹۰۱نیویورک تایمز ، این شرکت در لیستی از فعالیت ها بود که حداقل ۵۰ سال موجود بودند.  این با سال پایه گذاری شرکت متجانس نمی باشد، ولی این امکان را می دهد که شامل فروشگاهی باشد که توسط پدر هویلر تمشیت می گردد. هویلر در نهایت به یکی از دست اندرکاران دانشگاه سیراکوز تبدیل شد.  او در سال ۱۹۱۰ در سن ۶۵ سالگی درگذشت 

## سابقه شرکت
جان بعدها هویلر در تاریخ ۲۶ ژوئن ۱۸۴۶ در شهر نیویورک از خانواده دیوید و ابیگیل آن (با اسم خانوادگی دکلین) هویلر زاده شد. پدر او یک نانوایی و بستنی فروشی در روستای گرینویچ ، احیانا در خیابان جین، داشت.  خانواده بالای فروشگاه زندگی می نمودند. هایلر از نوجوانی در مغازه پدرش آغاز به کار کرد. او آغاز به ساختن یک آب نبات ملاس نرم و فروش در فروشگاه پدرش نمود. 